# Louis Cappel
Pour les articles homonymes, voir Cappel.
Louis Cappel, né à Sedan le 15 octobre 1585, mort à Saumur le 18 juin 1658, est un pédagogue et théologien protestant.

## Biographie
Il fut élevé à Tilloy jusqu'à l'âge de huit ans, époque où son frère aîné le fit venir à Sedan.
Sa première éducation finie, il se livra pendant quatre ans à l'étude de la théologie et soutint deux actes académiques, le 9 avril 1607 et le 12 mai 1608, sous la présidence de Daniel Tilenus.
Le 10 mars 1607, Henri de La Tour d'Auvergne, duc de Bouillon le nomma proposant de sa chapelle domestique et le choisit pour précepteur de ses filles. Il passa deux ans à Oxford où il soutint en 1611 et 1612 au collège d'Exeter, des thèses publiques. L'académie de Saumur lui offrit une chaire d'hébreu, dans laquelle il s'installa le 13 décembre 1613. Il fut admis au ministère pastoral de l'église réformée de Saumur, le 14 juin 1615, où il exerça conjointement avec Samuel Bouchereau et François Gomar ; il se fit décharger de cette fonction le 17 février 1618.
Du 24 au 28 avril 1620, il participa, comme secrétaire, à la conférence « sur la grâce et le libre arbitre », avec John Cameron, Théophile Brachet de La Milletière et Daniel Tilenus, au château de l'Isle, près d'Orléans. Il fut en butte aux agissements de théologiens dont il ne partageait pas l'ensemble des doctrines ; il refusa leur chantage et se retira à Sedan, avec sa famille, à la fin de mai 1621. Rappelé à Saumur en 1624, il y reprit sa chaire hébraïque qu'il n'abandonna que le 23 juin 1657 en faveur de Jacques Cappel son fils. Le 20 décembre 1626, l’académie de Saumur le nomma professeur en théologie, mais il ne fut solennellement installé dans ce poste que le 15 juin 1633. Il présenta au roi en 1650 la confession de foi de ses coreligionnaires.
Secouant le joug de la Massore, il établit un nouveau système de critique sacrée et soutint contre Johannes Buxtorf que les points voyelles, qui, selon ce savant, seraient aussi anciens que la langue hébraïque, ne remontent pas au-delà du VIe siècle de notre ère.

### Parenté
- Il est le fils de Jacques Cappel[3] et de Louise du Val.
- Il est le neveu de Louis Cappel de Montgemberg, né à Paris le 15 janvier 1534 et mort le 6 janvier 1586 à Sedan où il professait la théologie.
- Il est le frère cadet de Jacques Cappel, sieur du Tilloy, né à Rennes en 1570, il mourut le 7 septembre 1624 à Sedan où il exerçait les fonctions de pasteur et de professeur d'hébreu.
- Il avait épousé, le 19 décembre 1617, Susanne Launay [4]; de ce mariage naquirent cinq garçons à Saumur et une fille à Sedan[5]. Jean son fils aîné se fit catholique et entra dans la congrégation de l'Oratoire, Jacques, le cadet, succéda d'abord à son père à Saumur, puis se retira en Angleterre après la révocation de l'édit de Nantes.

## Publications
- Sur la douloureuse et non jamais assez regrettée mort de mademoiselle Louise de La Tour, fille aînée de Monseigneur le duc de Bouillon, décédée à Paris, le jeudi 6 décembre 1607 : complainte élégiaque en vers féminins, 1608.
- De sanctissimo Dei nomine tetragrammato Jehova, ac de genuinâ ejus pronunciatione.Il s'agit du discours de Cappel, en 1614, lors de son installation dans la chaire d'hébreu à Saumur. Il s'y déclare contre la prononciation Jehova et soutient qu'il faut lire Jaoh. Ce texte est inséré dans les œuvres qui suivent et réimprimé par Adrien Reland, en pp. 267-377 de : Decas exercitationum philologicarum de verâ pronunciatione nominis Jehova, Maestricht, Coster, 1707, in-8°.
- Arcanum punctuationis revelatum, sive diatriba depunctis vocalium et accentuum apud Hebrœos verâ et germanâ antiquitate : in lucem edita à Thomâ Erpenio, Leyde : Maire 1624, in-4°, 332 p.
- Historia apostolica illustrata, Genevae : Ioan. de Tovrnes & Iac. de la Pierre, 1634, in-4°, 163 p. (à lire en ligne) ; réédité à Londres, 1660 ; puis à Saumur : Pean, 1683, in-4°, 163 p. ; puis à Leyde, 1687 in-12° ; puis à Leipsick : Jean Albert Fabricius, 1691 in-8°.
- Theses theologicœ de summo controversiarum judice, Saumur, 1635, in-4°.
- Ad novam Davidis lyram animadversiones ; cum gemanâ diatribâ, unâ de voce Elohim, altera de nomine Jehovae, Saumur, 1643, in-8°.Thomas Gataker a attaqué ce livre dans deux volumes publiés à Londres en 1645 et 1646, Cappel fit une réponse insérée dans sa Critica sacra.
- Le pivot de la foy et religion, ou preuve de la divinité, contre les athées et prophanes, Saumur : Iean Lesnier, 1643 à lire en ligne.Cet ouvrage fut traduit en anglais par Ph. Marinel, & publié à Londres en 1660.
- Epicrisis ad amicam se inter et Joh. Cloppenburgium epistolicam collationem, 1644 à lire en ligne.
- Diatriba de veris et antiquis Ebrœorum litteris, opposita J. Buxtorfio, de eodem argumento disserenti ; item Josephi Scaligeri, adversus ejusdem reprehensionesn defensio, Amsterdam : Elzevir, 1645, in 12°.
- Critica sacra, sive de variis quœ in sacris veteris Testamenti libris occurrunt lectionibus, libri VI, Paris, Cramoisy, 1650, in-f°, 739 p., réédité : Halae Magdebourg, 1775 à 1785, 3 vol. in-8°.Cette édition donnée par G.-J.-L. Vogel avec remarques de C.-J- Schurfenberger. J.-B. Boulliot commente que cet ouvrage, qui étudie les variantes de l'Ancien Testament, renferme des leçons diverses et un catalogue des fautes que Cappel prétend s'être glissées dans le texte hébreu des exemplaires de la Bible, par la négligence des copistes. Ce livre lui attira la haine de plusieurs savants calvinistes (Arnold Boot, James Ussher & Johannes Buxtorf particulièrement) qui accusaient Cappel de ruiner l'autorité du texte hébreu (au profit de catholiques). Le système de Cappel proposait le plan d'une Bible hébraïque corrigée et d'une version latine.
- Chronologia Sacra a condito mundo ad eundem reconditum per Romanos Captivitatem deducta, Parisiis, Edm. Martinum, 1655  (lire en ligne).